# Henrys Lake

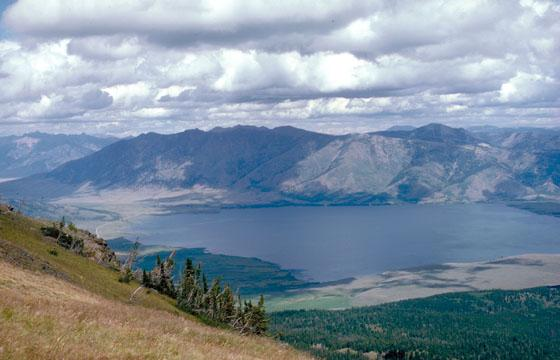
Henrys Lake i Idaho.

Henrys Lake är en alpsjö i USA med en yta av omkring 21 km². Den ligger på 1873 meters höjd över havet i sydöstra Idaho. Sjön är uppkallad efter dess vite upptäckare, Andrew Henry, som vistades i området 1811. Henrys Lake är belägen cirka 3 km söder om vattendelaren. Missouriflodens källor ligger bara 15 km från den, på andra sidan vattendelaren i Montana.